# Денисенко Іван Васильович
Іван Васильович Денисенко (3 вересня 1983, Васильків, Київська область — 5 серпня 2017, Хаапсалу, Ляенемаа, Естонія) — український художник, актор та музикант, соліст групи Ivan Blues & Friends.

## Життєпис
Народився у Василькові, де його дід, заслужений діяч мистецтв України Михайло Денисенко (1917—2000), був головним художником Васильківського майолікового заводу. Від діда Іван успадкував талант до малювання і змалку створював цікаві малюнки. У 2007 році закінчив Національну академію образотворчого мистецтва і аріхтектури (майстерня Василя Забашти).
Зі шкільних років заслухувався музикою Стіві Рей Вона, гуртів Deep Purple, Black Sabbath, Led Zeppelin, під упливом яких почав грати на гітарі. Після школи вступив до Національної академії образотворчого мистецтва і архітектури. Навчаючись, почав співати в народній хоровій капелі НАН України «Золоті Ворота», а згодом створив власний музичний гурт «IVAN БлюZ & Dрузі» (далі — Ivan Blues & Friends). У фільмі «Сторожова застава» 2017 року зіграв епізодичну, але емоційну роль Тугарина. Крім цього, Іван Денисенко грав епізодичні ролі в інших фільмах, зокрема, знявся в кінострічках «Я знаю, що ви не зробили цього літа» режисера Юрія Бакуна та «Матч» Андрія Малюкова, а також у рекламі, відеокліпах та інших проектах. Брав участь у виставі Леся Подерев'янського «Павлік Морозов».

### Смерть
3 серпня 2017 року Іван Денисенко разом зі своїм гуртом Ivan Blues & Friends приїхав до Естонії для участі у фестивалі «Серпневий блюз», що проходив у місті Хаапсалу. 5 серпня прямо під час виступу на фестивалі Іванові раптово стало погано. Він закінчив співати, потім почався музичний програш, і музикант упав. На місце викликали швидку допомогу, медики якої робили йому масаж серця кількадесят хвилин, госпіталізували у лікарню Таллінна, але врятувати його не вдалося.
Музикант страждав на акромегалію (диспропорційний ріст кісток скелета, інших органів і тканин тіла). Причиною захворювання стала доброякісна пухлина головного мозку. В Івана це захворювання, пов'язане з порушенням функції передньої долі гіпофіза, супроводжувалося збільшенням черепа, особливо його лицьової частини.

## Творчість

### Малярство
Іван Денисенко, як художник, провів кілька персональних виставок. Серед них:
- «Я — українець. Пейзажі і карикатури» (Київ, арт-клуб Cadillac, 2014).
- «Мистецтво проти війни», разом із картинами воїнів АТО (Київ, садиба графині Уварової, 2016).

Створював пейзажі, натюрморти, жанрові сцени із життя селян. Роботи зберігаються у Чернігівському та Переяслав-Хмельницькому художніх музеях.

#### Окремі роботи

##### Графіка
«Стара хата» (2002),

 «Кафе» (2003),

 «Кафе» (2003),

 «Соняхи» (2004),

 «Вишневий цвіт» (2004),

 «Верби над водою» (2005),

 «Сосни» (2005),

 «У загоні» (2005);

##### Живопис
«Липневий день» (2000),

 «Батько» (2002),

 «Грузинський натюрморт» (2003),

 «Вид на Андріївський узвіз» (2003),

 «Вечір. Річка Рось» (2003),

 «Найсмачніша абрикоса» (2004),

 «Бузок» (2004),

 «Дід і кози» (2004),

 «Барви осені» (2004),

 «Літній букет» (2005),

 «Соняшний день» (2005),

 «Бабуся й онучка» (2005),

 «Безмежний спокій» (2005),

 «Буйноцвіт» (2005),

 «Зимове сонце» (2006),

 «Собор св. Петра» (2006),

 «Васильків» (2006),

 «Нескошені трави» (2006),

 «Місяць на небі» (2007),

 «Виноградне поле» (2007).

### Музика
У 2007 році Іван Денисенко створив власний музичний гурт «IVAN БлюZ & Dрузі». Окрім самого Івана, що грав на гітарі та був вокалістом, до гурту увійшли:
- Ігор Набаранчук — губна гармоніка
- Руслан Вишняк — бас-гітара
- Ігор Подгаєвський — ударна установка

Перший концерт відбувся відбувся 31 грудня 2007 року в блюз-барі «Рег-Тайм». «IVAN БлюZ & Dрузі» грали блюз-рок у поєднанні з чиказьким блюзом, міссісіпським блюзом та українськими академічними співочими традиціями. Репертуар гурту складали пісні блюз-рокових представників: Фредді Кінг, Мадді Вотерс, Джон Мейолл, Джо Кокер, «Діп Пепл», «Роллінг Стоунз» та інші. Український рок був представлений піснями «Океану Ельзи», «Братів Гадюкіних», «Воплів Відоплясова», а також власними піснями. За 10 років гурт записав шість альбомів, два з яких — авторський блюз українською мовою.

### Кінематограф
Повнометражні фільми
- Сторожова застава (фільм, Україна, 2017)
- Під електричними хмарами (рос. Под электрическими облаками, фільм, Росія-Україна-Польща, 2015, не значиться у титрах)
- Матч (рос. Матч, фільм, Росія-Україна, 2011, заборонений в Україні)

Телебачення
- Пастка (рос. Ловушка, телесеріал, Росія/Україна, 2013)
- Пес-2 (рос. Пёс-2, телесеріал, Росія/Україна, 2016—2017)
- Шалений листопад (рос. Безумный ноябрь, телефільм, Росія/Україна, 2011)